# 天使のモーニングコール
『天使のモーニングコール』（てんしのモーニングコール）は、日本のラジオ局36局と海外（アメリカ合衆国・ハワイ州の1局）で放送されるラジオ番組（宗教番組）である。提供は、宗教法人幸福の科学と幸福の科学出版株式会社。

## 概要
番組のコンセプトは「あなたを輝かせる、心のめざまし」。「人生の悩みに対して、わかりやすい言葉で〔解決のためのヒント〕を与える番組」と称している。パーソナリティは白倉律子。
1991年10月6日にFM放送7局で放送開始し、以後日本各地で順次放送局数の拡大を続け、全国ネットとなった。この放送開始の背景には、この7局のうちの一つであるFM山口の社員（故人）が「仏法真理をラジオで放送しよう」と立ち上がったことがある。キー局はエフエム山口となっているが、番組制作にはタッチしておらず、あくまで番組の送出を担っている。
2006年7月には、番組の公式ウェブサイトでポッドキャストをスタートした。過去5年間の番組をダウンロードできる。2016年5月からはYouTubeで天使のモーニングコールチャンネルが開設され、現存している過去の放送（週替りコーナーのみ）や特別対談を配信している。

## テーマ曲・キャンペーンソング
- 「トワイス・ボーン Twice Born」
歌：The Winds（徳島広美）、作詞：山本悦子・松本弘司、作曲：水澤有一
- 「自殺者を減らそう / 絆」
- 「希望の歌」
- 「天使に"I’m fine."」 歌：雲母 - 幸福の科学出版の10作目の劇場用実写映画作品「天使に"アイム・ファイン"」主題歌

## パーソナリティ
| 代 | パーソナリティー | 担当期間 |
| -- | ---------------- | --- |
| 1  | 芦川よしみ       | 【第1回】1991年10月6日（日） - 【第169回】1994年12月25日（日）                                                                   |
| 2  | 田中順子         | 【第170回】1994年12月31日（土） - 【第226回】1996年1月27日（土） 【第287回】1997年3月30日（日） - 【第443回】2000年3月26日（日） |
| 3  | 矢崎千恵美       | 【第227回】1996年2月3日（土） - 【第286回】1997年3月23日（日）                                                                   |
| 4  | 白倉律子         | 【第444回】2000年4月1日（土） - 現在                                                                                             |

## ネット局

### 現在
- 2023年1月現在。放送時間の早い順から記載。
- ハワイ州・沖縄県のコミュニティFM局以外は全局「radiko」で（宮城、群馬、岐阜では未ネット）、沖縄県のコミュニティFM局であるFMいしがきサンサンラジオでは「ListenRadio」で、同じくFMみやこでは「FM++」で、それぞれ聴取可能。
- 一部のJFN加盟局では同時間帯に放送されている『SUNDAY FLICKERS』を飛び降り後（V-air）、もしくは放送終了後（AFB・AFM・FM長野・FM FUKUI）に本番組を放送している。

| 放送対象地域                | 放送局名                                                | 放送時間                            | 備考                                                                                |
| --------------------------- | ------------------------------------------------------- | ----------------------------------- | ----------------------------------------------------------------------------------- |
| 北海道                      | HBCラジオ                                               | 毎週土曜 5:30 - 6:00                | [ 注 2 ] [ 注 3 ]                                                                   |
| 神奈川県                    | アール・エフ・ラジオ日本（RFラジオ日本）                | 毎週土曜 6:00 - 6:30                |                                                                                     |
| 愛媛県                      | 南海放送（RNB）                                         | 毎週土曜 6:00 - 6:30                | [ 注 2 ]                                                                            |
| 栃木県                      | 栃木放送（CRT）                                         | 毎週土曜 6:05 - 6:35                | 『サタデーとちぎ』内                                                                |
| 愛知県                      | エフエム愛知（FM AICHI）                                | 毎週日曜 6:00 - 6:30                | [ 注 5 ]                                                                            |
| 広島県                      | 広島エフエム放送（HFM）                                 | 毎週日曜 6:00 - 6:30                | [ 注 6 ] [ 注 7 ]                                                                   |
| [ 注 8 ]                    | ラブエフエム国際放送（LOVE FM）                         | 毎週日曜 6:25 - 7:00                | RKBラジオからのネット移行。 外国語放送局では初ネット。 事実上佐賀県でもネット復活。 |
| 茨城県                      | LuckyFM茨城放送                                         | 毎週日曜 6:30 - 7:00                | [ 注 10 ]                                                                           |
| 熊本県                      | エフエム熊本（FMK）                                     | 毎週日曜 6:30 - 7:00                | [ 注 11 ]                                                                           |
| 山梨県                      | 山梨放送（YBS）                                         | 毎週日曜 7:00 - 7:30                | [ 注 12 ]                                                                           |
| 静岡県                      | 静岡放送（SBS）                                         | 毎週日曜 7:00 - 7:30                | [ 注 12 ] [ 注 13 ]                                                                 |
| 和歌山県                    | 和歌山放送（wbs）                                       | 毎週日曜 7:00 - 7:30                | [ 注 10 ]                                                                           |
| 島根県・鳥取県              | エフエム山陰（V-air）                                   | 毎週日曜 7:00 - 7:30                | [ 注 1 ] [ 注 7 ]                                                                   |
| 徳島県                      | 四国放送（JRT）                                         | 毎週日曜 7:00 - 7:30                | [ 注 14 ]                                                                           |
| 岩手県                      | エフエム岩手（FM IWATE）                                | 毎週日曜 7:25 - 7:55                | [ 注 1 ] [ 注 7 ] [ 注 15 ]                                                         |
| 青森県                      | エフエム青森（AFB）                                     | 毎週日曜 7:30 - 8:00                | [ 注 1 ]                                                                            |
| 秋田県                      | エフエム秋田（AFM）                                     | 毎週日曜 7:30 - 8:00                | [ 注 1 ]                                                                            |
| 福島県                      | エフエム福島（ふくしまFM）                              | 毎週日曜 7:30 - 8:00                | [ 注 16 ]                                                                           |
| 新潟県                      | エフエムラジオ新潟（FM-NIIGATA）                        | 毎週日曜 7:30 - 8:00                | [ 注 17 ]                                                                           |
| 長野県                      | 長野エフエム放送（FM長野）                              | 毎週日曜 7:30 - 8:00                | [ 注 18 ]                                                                           |
| 富山県                      | 富山エフエム放送（FMとやま）                            | 毎週日曜 7:30 - 8:00                | [ 注 19 ]                                                                           |
| 石川県                      | エフエム石川（HELLO FIVE）                              | 毎週日曜 7:30 - 8:00                |                                                                                     |
| 福井県                      | 福井エフエム放送（FM FUKUI）                            | 毎週日曜 7:30 - 8:00                | [ 注 1 ]                                                                            |
| 三重県                      | 三重エフエム放送（レディオキューブ FM三重）             | 毎週日曜 7:30 - 8:00                |                                                                                     |
| 滋賀県                      | エフエム滋賀（e-redio）                                 | 毎週日曜 7:30 - 8:00                | [ 注 18 ]                                                                           |
| 近畿広域圏                  | ラジオ大阪（OBC）                                       | 毎週日曜 7:30 - 8:00                | [ 注 20 ]                                                                           |
| 岡山県                      | 岡山エフエム放送（FM OKAYAMA）                          | 毎週日曜 7:30 - 8:00                | [ 注 10 ]                                                                           |
| 山口県                      | エフエム山口（FMY）                                     | 毎週日曜 7:30 - 8:00                | [ 注 1 ]                                                                            |
| 香川県                      | エフエム香川（FM香川）                                  | 毎週日曜 7:30 - 8:00                |                                                                                     |
| 高知県                      | エフエム高知（Hi-Six）                                  | 毎週日曜 7:30 - 8:00                | [ 注 21 ]                                                                           |
| 長崎県                      | エフエム長崎（FM Nagasaki）                             | 毎週日曜 7:30 - 8:00                |                                                                                     |
| 大分県                      | エフエム大分（Air-Radio FM88）                          | 毎週日曜 7:30 - 8:00                |                                                                                     |
| 宮崎県                      | エフエム宮崎（JOY FM）                                  | 毎週日曜 7:30 - 8:00                | [ 注 1 ]                                                                            |
| 鹿児島県                    | エフエム鹿児島（μFM）                                   | 毎週日曜 7:30 - 8:00                | [ 注 22 ]                                                                           |
| 沖縄県                      | エフエム沖縄（FM沖縄）                                  | 毎週日曜 7:30 - 8:00                | [ 注 23 ]                                                                           |
| 沖縄県石垣地域              | 石垣コミュニティーエフエム （FMいしがきサンサンラジオ） | 毎週日曜 7:30 - 8:00                | [ 注 24 ]                                                                           |
| 沖縄県平良地域              | エフエムみやこ                                          | 毎週日曜 7:30 - 8:00                | [ 注 25 ]                                                                           |
| 山形県                      | エフエム山形（Rhythm Station）                          | 毎週日曜 8:00 - 8:30                | [ 注 18 ]                                                                           |
| ハワイ州 （アメリカ合衆国） | KZOO                                                    | 毎週日曜 8:30 - 9:00 （ハワイ時間） | [ 注 26 ]                                                                           |

### 過去
| 放送対象地域 | 放送局名                   | 放送時間                                  | 放送終了日    | 備考                                              |
| ------------ | -------------------------- | ----------------------------------------- | ------------- | ------------------------------------------------- |
| 熊本県       | 熊本放送                   | 毎週日曜 6:00 - 6:30                      | 2009年9月27日 | 2000年10月に開始したが エフエム熊本にネット移行。 |
| 大阪府       | エフエム大阪（FM大阪）     | 毎週日曜 6:30 - 7:00                      | 2016年3月27日 | 2007年10月に開始したが、 ラジオ大阪にネット移行。 |
| 福岡県       | エフエム福岡（FM FUKUOKA） | 毎週日曜 6:30 - 7:00                      | 2016年3月27日 | 2008年10月よりネット開始 RKBラジオにネット移行。  |
| 佐賀県       | エフエム佐賀（FMS）        | 毎週日曜 7:30 - 8:00                      | 2016年3月27日 | LOVE FMやエフエム長崎で聴取可能。                 |
| 福岡県       | RKBラジオ                  | 毎週日曜 6:10 - 6:40 毎週日曜 5:30 - 6:00 | 2018年3月25日 | エフエム福岡よりネット移行 LOVE FMにネット移行。  |
| 兵庫県       | ラジオ関西（CRK）          | 毎週土曜 6:00 - 6:30                      | 2019年3月29日 | ラジオ大阪にネット集約。                          |